# Melle Weersma
Melle Weersma (Harlingen, provincie Friesland, 22 januari 1908 – Putten, provincie Gelderland, 14 september 1988) was een Nederlands componist en musicus.

## Biografie
Weersma kreeg van zijn muzikale ouders Bauke Weersma en Rosette Vlessing de liefde voor de muziek mee. Zijn vader was onderwijzer en organist in de Lutherse kerk te Harlingen en zijn moeder zong, en was celliste en pianiste. Toch in overeenstemming met de voorstellingen van zijn vader studeerde hij vanaf 1927 in Leiden farmacie.  Als pianist speelde hij in amateurbands en schreef arrangementen. Later volgde een eigen orkest The Rainbow Chasers en hij werd bekend met Theo Uden Masman van de band The Ramblers en met de bekende Britse orkestleider Jack Hylton. Voor het orkest van Hylton arrangeerde hij de jazznummer St. Louis Blues en later ging hij naar Groot-Brittannië. In 1929 werd hij beroepsmusicus.
Hij begon in Berlijn als pianist en arrangeur in het orkest van Eugen 'José' Wolff. Met dit orkest maakte hij tournees door Duitsland en Zwitserland. In de zomer  van 1930 werkte hij Russian North Star van Gricha Nakchounian. Aan het einde van het jaar 1931 vertrok hij wederom naar Berlijn om als arrangeur voor twintig Duitse films werkzaam te zijn. In 1932 kwam hij weer terug en speelde als pianist bij Max Tak en als organist in theaters van het Tuschinski-concern te Amsterdam. Er volgde een eigen orkest (Red, White and Blue Aces), waaraan ook zijn eerste echtgenote Antoinette Duits onder het pseudoniem Ann Royce meewerkte. 
In 1935 kwam hij opnieuw in contact met Jack Hylton en werd door hem als arrangeur en pianist geëngageerd. In oktober 1935 maakte hij een scheepsreis op de "Normandie" naar de Verenigde Staten mee. Als arrangeur werkte hij later ook voor de bands van Benny Goodman, André Kostelanetz en Duke Ellington.
In 1936 werd hij arrangeur voor het dansorkest van Henry Hall bij de Britse BBC. In 1938 kwam hij naar Argentinië, waar hij meerdere jaren succesvol met belangrijke orkesten werkte en talrijke radioprogramma's verzorgde. Eveneens in 1938 veroverde zijn Penny Serenade de internationale hit-lijsten. Tijdens de Tweede Wereldoorlog was hij als vrijwilliger bij de Amerikaanse marine werkzaam. Na de oorlog ging hij weer naar Argentinië. Tijdens een tournee door Midden- en Zuid-Amerika in 1951 componeerde hij de Criollo Suite, waarvan de Peruvian Waltz, nu onder de naam Gaviota, groot succes oogstte. 
In 1954 kwam hij naar Nederland terug en was hij voor de platenindustrie en voor de radio werkzaam. Hij verzorgde schoolconcerten in het hele land.

## Composities

### Werken voor orkest
- Criollo Suite, voor orkest
- Dixieland Concerto, voor Jazzband en symfonieorkest
- Penny-Serenade

### Werken voor harmonie- en fanfareorkest
- Pistonterias, voor fanfareorkest
- Samba nostalgica, voor harmonieorkest

### Filmmuziek
- Plantage Tamarinde